# 布雷特纳克
布雷特纳克（法語：Brettnach）是法国摩泽尔省的一个市镇，属于布莱摩泽尔区（Boulay-Moselle）布宗维尔县（Bouzonville）。该市镇总面积5.9平方公里，2009年时的人口为441人。

## 人口
布雷特纳克人口变化图示